# Куперлінський карстовий міст
Куперлі́нський ка́рстовий міст (башк. Күперле карст күпере, рос. Куперлинский карстовый мост) — рідкісна форма рельєфу, що має вигляд природного кам'яного мосту. Розташована в Уральських горах на території національного парку «Башкирія» (Башкортостан, Росія). У період з 17 серпня 1965 по 19 березня 2014 року мала статус геологічної (геоморфологічної) пам'ятки природи.
Куперлінський карстовий міст дістав свою офіційну назву від малої річки (струмка) Куперля, на якій він утворився. Крім наукової, якихось специфічних народних назв ця арка не має. В свою чергу, оригінальна башкирська назва водотоку в перекладі означає «міст» або «з мостом», тобто місцеве населення визначало річку саме за місцем розташування цього незвичайного геологічного об'єкта.

## Опис
Куперлінський карстовий міст розташований на Південному Уралі в Мелеузівському районі Республіки Башкортостан. Землекористувачем району його дислокації визнаний національний парк «Башкирія», на адміністрацію якого покладено нагляд за природною пам'яткою. Міст знаходиться за 13 км на північний схід від присілка Сергієвка у дев'ятнадцятому виділі першого кварталу Більського дільничого лісництва. Природна арка перетинає вузьку каньйоноподібну долину Куперлі, що впадає з правого боку в Нугуш, який, в свою чергу, є правою притокою великої ріки Білої.
Під назвою «Куперлінський карстовий міст» зазвичай розуміють цілий природний комплекс, що включає власне арку і розташовану поблизу систему з трьох водоспадів (інакше, каскадний водоспад Куперля). Кам'яну арку розглядають як продукт інтенсивного розвитку карсту в цьому регіоні. Вона утворилась у вапнякових гірських породах кам'яновугільного періоду. В минулому на місці мосту існувала велика карстова печера, порожнина якої постійно розмивалась підземними водами. Зрештою цей процес призвів до обвалу печерного склепіння, рештки якого тепер височіють серед річкового каньйону просто неба. За розрахунками первинні розміри печери становили 35 м завдовжки, 4 м завширшки і 20 м заввишки. Сучасний Куперлінський міст складається з двох прогонів, розділених посередині колоною, його довжина сягає 35 м, ширина відповідає ширині давньої печери, тобто становить 4 м, а висота не перевищує 16 м. Довжина найбільшого прогону сягає 10 м.
Давнішній підземний потік після руйнування печери перетворився на сучасну річку Куперля, що й далі тече тим само шляхом, як і мільйони років тому. Безпосередньо під Куперлінським карстовим мостом водотік спадає з уступу заввишки 3 м. За 50 м нижче за течією лежить ще один каскадний водоспад, що складається з двох уступів: перший заввишки 8 м, а другий 12-метровий. Усі три уступи називають узагальнено водоспад Куперля.
Дно куперлінського каньйону вкриває широколистяний ліс, завдяки якому тут завжди панує прохолодний затінок. Вище по схилах росте сосновий ліс. Під цими деревостанами сформувалися сірі лісові ґрунти. Навколо Куперлінського карстового мосту знайдено популяції рідкісних рослин, включно із занесеними до Червоної книги Республіки Башкортостан. Серед цих раритетів Astragalus clerceanus, Zigadenus sibiricus, шиверекія північна, шоломниця висока.
Куперлінський карстовий міст приваблює численних туристів як завдяки мальовничим околицям, так і завдяки незвичному вигляду, адже він дуже нагадує видовищні руїни штучної споруди. Оскільки ця пам'ятка лежить у важкодоступній місцевості, як правило, її відвідують у складі водно-піших екскурсій, які влітку організовують працівники національного парку «Башкирія». Незважаючи на непересічне природоохоронне, естетичне, рекреаційне значення цього геологічного об'єкту статус природної пам'ятки з нього було знято 19 березня 2014 року.